# 乌克兰护照
乌克兰护照（羅馬化：pasport hromadyanyna Ukrayiny，直译：乌克兰公民护照）是一种为乌克兰公民签发的证件，用于证明持有人的乌克兰公民身份。该国向其公民同时签发用于出国旅行的国际护照和对内的国内护照（相当于其他国家的身份证）。2016年之前，国内护照与国际护照一样为软册式小本，此后被身份证式的卡片护照取代。现在乌克兰公民可以通过政府的智能手机应用程序“迪亚”使用电子版护照。

## 国内护照
根据乌克兰最高拉达于2016年7月14日提出的法律修正案，每位年满14岁的公民都必须获得护照。18岁以下的未成年人护照有效期为四年，其余护照为十年。此后的乌克兰国内护照（小册子形式）也不再印有婚姻状态（即结婚或离婚），从而废除了自苏联时代以来长达一个世纪的传统。取而代之的则是签发给每一位配偶的结婚证。
乌克兰关于统一国家人口登记和身份证件的法律于2012年12月6日起生效，计划在乌克兰引入生物识别护照。
2015年7月10日，乌克兰政府宣布从2016年1月1日起废除本式的国内护照，并以卡式的新护照（即身份证）取而代之。2016年1月25日，第一批身份证向年满16岁的年轻公民发放。自2016年11月1日起，卡式护照向所有乌克兰公民发放。

## 国际护照
外国旅行用护照，常称作“国际护照”，是签发给乌克兰公民用于境外旅行的证件。护照上的信息以乌克兰语和英语表记。护照按需签发，有效期为10年。 经常出国旅行的乌克兰公民允许同时持有两本护照。
乌克兰的国际护照遵循国际标准。第一本乌克兰国际护照于1994年6月4日推出，用以取代之前苏联护照的对应类型。首版机读护照于1997年首次推出，其第一页底部设有两行可机读字符串。目前的乌克兰国际护照基于生物识别技术，如果乌克兰公民基于宗教信仰不希望获得生物识别护照，他/她可以申请非生物识别护照，并在申请前提供书面声明。
自2007年起签发的护照中的照片为黑白激光打印照片。作为一项安全功能，持有人的头像会被额外地专门印制两遍，只有在透过光看护照页面时才能看到。在此之前签发的护照要么附有粘贴的彩色照片，要么附有彩色压印的照片。
新的生物识别护照采用深蓝色封面，共32页。与之相比，20世纪90年代发行的国际护照的封面是红色的，可以很容易地与当时使用的蓝色国内护照区分开来。
在默认情况下，国际护照中的名字和姓氏会根据国家转写系统 (2010)的转写规律从乌克兰语转译为英语。但任何人都可以选择请求更改其姓名的英文拼写，如果他持有任何已经有该拼写的文件。

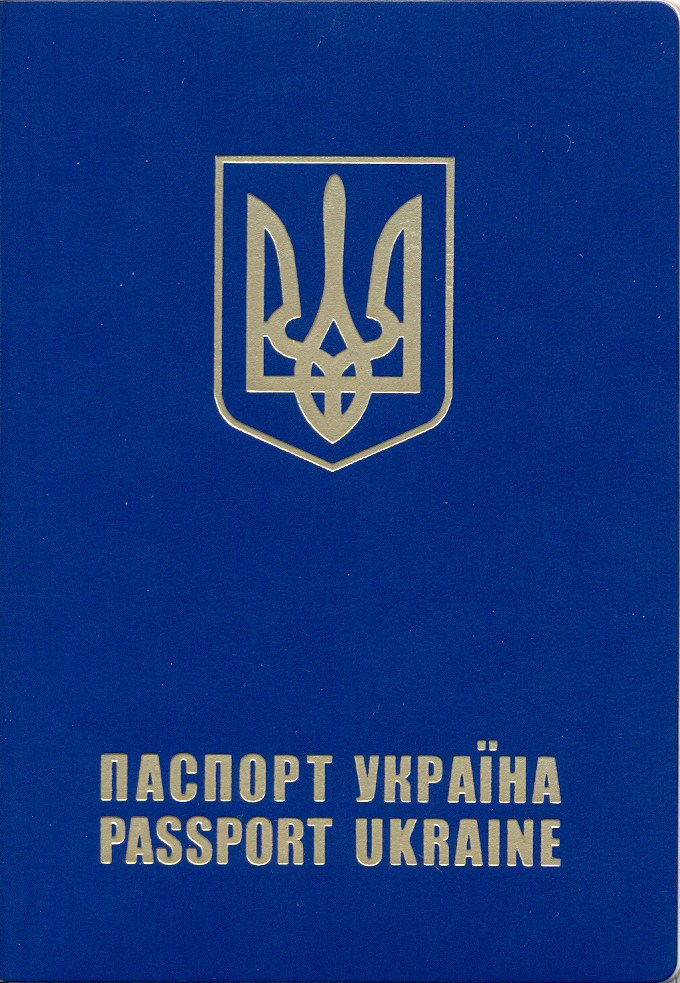
乌克兰非生物识别护照的封面

国际护照此前仅签发给年满18岁的公民（如具有外国的永久居留权则为年满16岁）。未成年的乌克兰公民则需持有外观与一般护照相似的儿童旅行证件（PR型），有效期为3年，只有8页。但在极少数情况下，乌克兰公民也可以在18岁或16岁之前获得国际护照，但有效期也只有3年。如果拥有乌克兰国籍的儿童被外国公民收养，该儿童则可以获得与成年人一样具有10年有效期的普通国际护照。

### 身份信息页
乌克兰护照包含以下信息：
| - 护照持有人头像 - 类型 (P) - 国家代码 (UKR) - 护照号码 - 姓氏 - 名字 - 国籍 (УКРАЇНА/UKRAINE) - 出生日期 | - 个人号码 - 性别 - 出生地 - 签发日期 - 签发机关 - 到期时间 - 持有人签名 |

信息页以P<UKR开头的可机读字符串结束。
国际护照通常包含负责护照签发的部长或官员致外国官员的信息，要求允许持有护照的公民自由通行该国，并在需要时提供符合国际规范的援助。乌克兰护照上的请求信息以乌克兰语和英语写成：
乌克兰语版：
| :Іменем України Міністр закордонних справ України просить усіх кого це може стосуватися, всіма можливими заходами полегшити поїздку пред'явника паспорта, подавати йому необхідну допомогу та захист. |

英语版：
| :In the name of Ukraine, the Minister of Foreign Affairs of Ukraine requests all those whom it may concern to facilitate in every possible way the travel of the bearer of this passport and to provide the bearer with all necessary assistance and protection. |

中文大意：
| 乌克兰外交部长以乌克兰的名义，请求有关各方尽一切可能为该护照持有人的旅行提供便利，并为其提供一切必要的协助和保护。 |

### 其他对外旅行证件

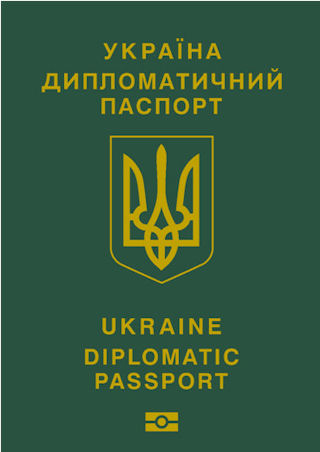
外交护照
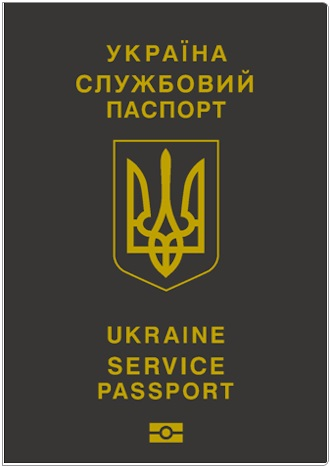
公务护照
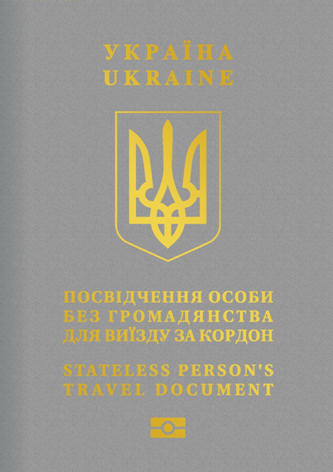
无国籍人士旅行证件
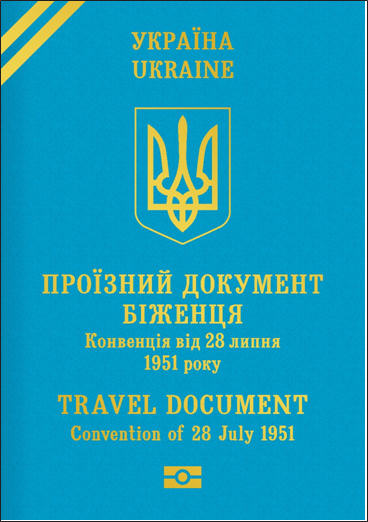
难民旅行证件

## 手机版护照
乌克兰目前在护照的电子化方面领先世界，它是世界上首个签发法律意义上的电子版护照的国家。这些护照可通过乌克兰数字化转型部研发的智能手机应用程序“迪亚”中申请使用。用户在该应用程序中可以看到实体护照的电子版本，并且可以以此生成二维码，这些二维码在法律上与实体护照具有几乎相同的效力。

## 签证要求

乌克兰公民签证要求
乌克兰
免签证 - 针对难民的特殊待遇（可凭任何身份证件入境）
免签证
落地签证
电子签证
落地签或电子签
需要签证
拒绝入境（因2022年俄乌冲突）

根据2025年1月8日发布的亨利护照指数，乌克兰护照可免签证、落地签证或电子签证入境148个国家和地区，位居世界第30，与格林纳达、巴拿马、巴拉圭、圣卢西亚护照并列。此外，截至2022年11月26日，Arton Capital护照指数将乌克兰普通护照在旅行自由度方面排名列为全球第22位，免签证得分为94分。

## 历史

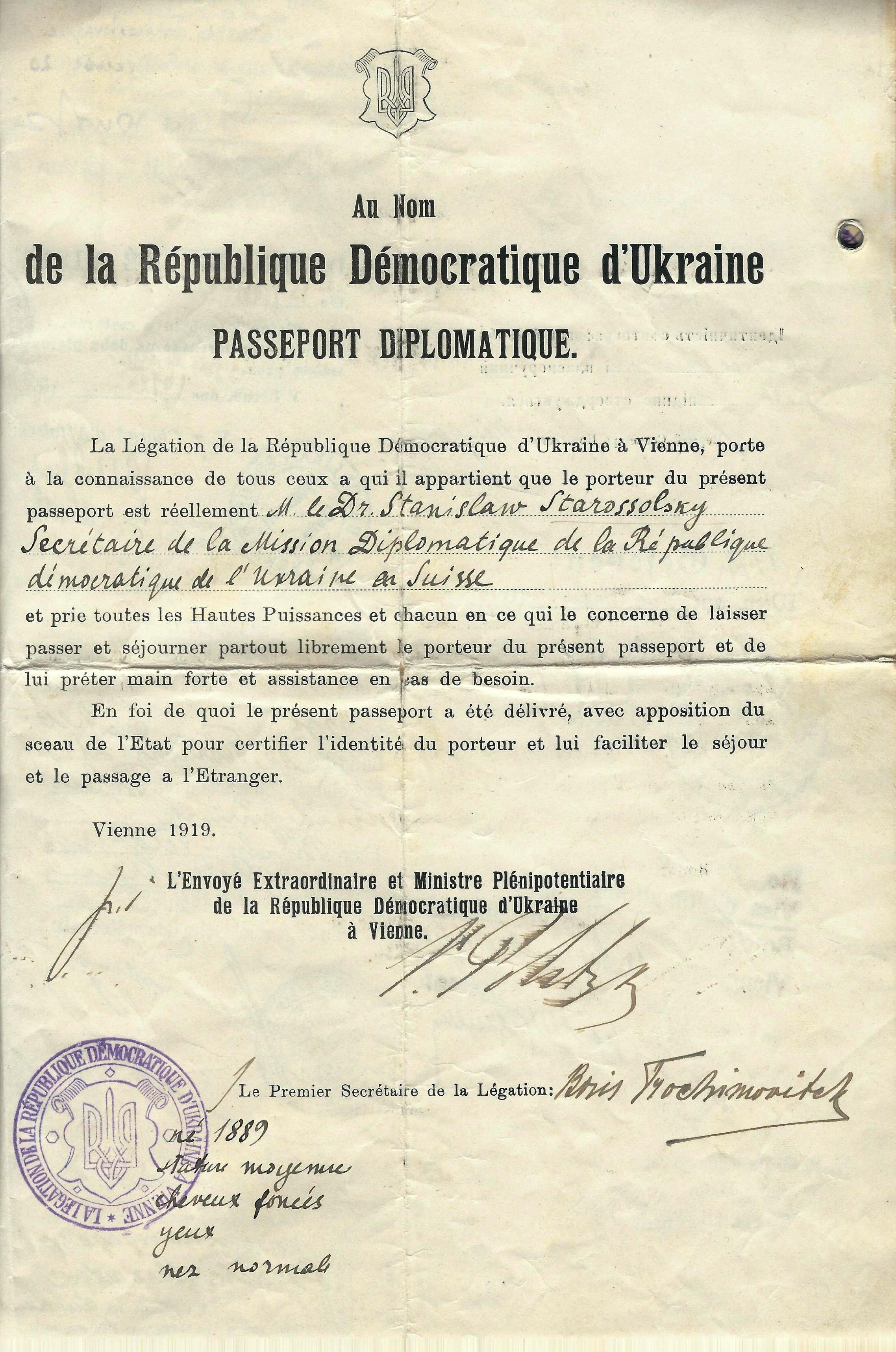
1919年乌克兰外交护照 - 维也纳

乌克兰人民共和国曾经签发过可供国内和国际旅行使用的护照。该版护照共有24页，当中的公民身份信息分别以乌克兰语、法语和德语书写。

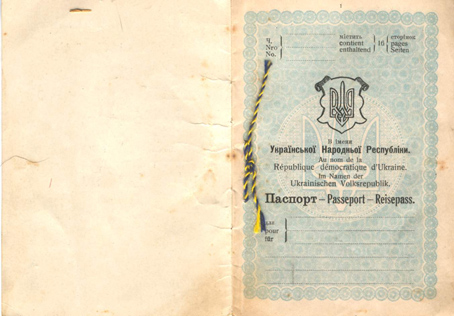
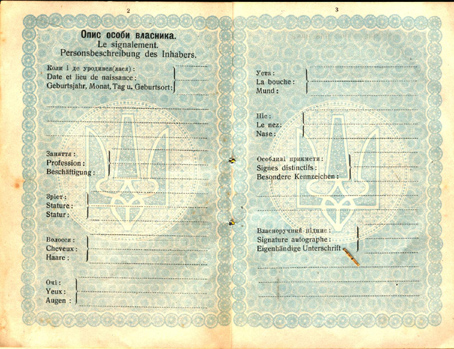
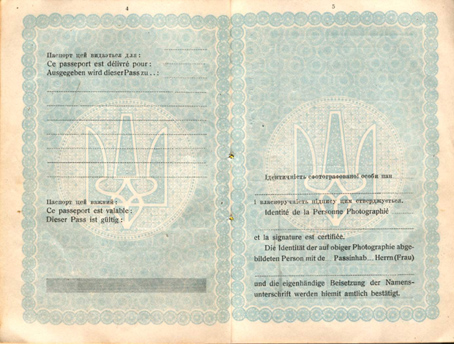
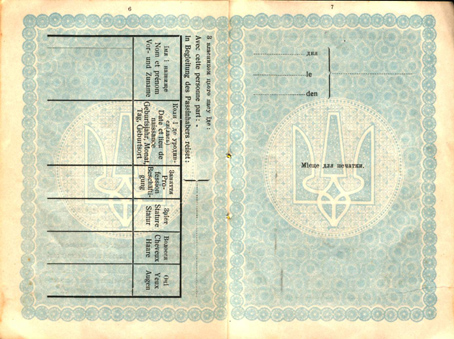
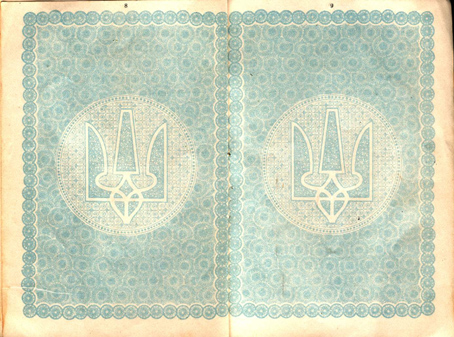
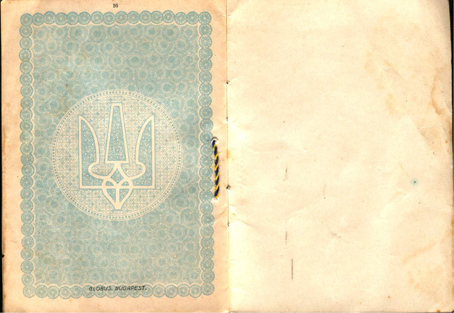